# São José da Coroa Grande
São José da Coroa Grande es un municipio del litoral sur del estado de Pernambuco, en Brasil. Se localiza a 114km de la capital Pernambucana, Recife. Limita con Barreiros a norte y oeste, con el Océano Atlántico a este y al sur con Maragogi (AL). Tiene una población estimada al 2020 de 21.586 habitantes.
Su economía está basada en el turismo, en la pesca y en la agricultura, posee playas paradisíacas. El municipio de São José da Coroa Grande está situado en el área Estadual del Río Una, una reserva biológica y área de preservación del estado de Pernambuco.

## Historia
Bañada por piscinas naturales, la ciudad tiene su denominación inspirada en las coronas que emergen en las mareas bajas en los bancos de arena entre la riba-mar y los corales.
En homenaje a los indios caetés, pueblo nativo de la región, el municipio era llamado Puiraçu, término proveniente del tupí antiguo po'yrusu, que significa "abalorio grande" (po'yra, "abalorio" + usu, "grande"). El 31 de diciembre de 1958, con la Ley 3 340, la ciudad pasó a ser considerada un municipio autónomo, recibiendo el nombre de São José da Coroa Grande.

## Turismo

### Playas
Las playas del municipio de Son José de la Corona Grande están localizadas en la conocida costa de los corales. Son extensas playas llenas de recifes, donde se forman las famosas piscinas naturales visitadas por miles de turistas en el transcurrir del año. Uno de los principales atractivos de todo el municipio son las playas de arena fina y aguas tranquilas, ideales para el baño y la práctica de todo el tipo de deportes náuticos. Una de las más conocidas es la Praia da Coroa Grande, principal playa del municipio, sin olvidar de la Praia de Várzea do Una, sede del circuito Pernambucano de Surf, además de numerosas competiciones locales.